# SM Town
SM Town (cách điệu là SMTOWN) là tên của các nghệ sĩ thu âm thuộc công ty giải trí Hàn Quốc SM Entertainment.
Các nghệ sĩ SM Town đã biểu diễn tại các tour diễn SM Town Live hàng năm kể từ tour diễn SM Town Live '08 Asia năm 2008. Tính đến năm 2014, SM Town Live đã thu hút hơn 1 triệu khán giả.
Tính đến tháng 7 năm 2018, các video được đăng tải bởi SMTOWN trên kênh YouTube chính và kênh YouTube cũ của nó đã có tổng số lượt xem là 11 tỷ.

## Đĩa nhạc

### Dự án
- 2003-2016: The Agit - Concert Series
- 2016: SM Station
- 2021 - nay: SM Remastering Project

### Album
| Christmas in SMTown.com                                                                               | - Phát hành: 1 tháng 12 năm 1999 - Hãng đĩa: SM, Wawa - Định dạng: CD, tải nhạc, phát trực tuyến     | [ A ] | 2     | —  | [ B ] | - KOR: 300,000            | [ C ]               |
| Winter Vacation in SMTown.com                                                                         | - Phát hành: 8 tháng 12 năm 2000 - Hãng đĩa: SM - Định dạng: CD, tải nhạc, phát trực tuyến           | [ A ] | —     | —  | [ B ] | —                         | [ C ]               |
| Winter Vacation in SMTown.com – Angel Eyes                                                            | - Phát hành: 4 tháng 12 năm 2001 - Hãng đĩa: SM - Định dạng: CD, tải nhạc, phát trực tuyến           | [ A ] | —     | —  | [ B ] | —                         | [ C ]               |
| Summer Vacation in SMTown.com                                                                         | - Phát hành: 10 tháng 6 năm 2002 - Hãng đĩa: SM, IKPOP - Định dạng: CD, tải nhạc, phát trực tuyến    | [ A ] | 1     | —  | [ B ] | - KOR: 201,052            | [ C ]               |
| 2002 Winter Vacation in SMTown.com                                                                    | - Phát hành: 6 tháng 12 năm 2002 - Hãng đĩa: SM - Định dạng: CD, tải nhạc, phát trực tuyến           | [ A ] | 8     | —  | [ B ] | - KOR: 69,278             | [ C ]               |
| 2003 Summer Vacation in SMTown.com                                                                    | - Phát hành: 18 tháng 6 năm 2003 - Hãng đĩa: SM - Định dạng: CD, tải nhạc, phát trực tuyến           | [ A ] | 6     | —  | [ B ] | - KOR: 46,387             | [ C ]               |
| 2003 Winter Vacation in SMTown.com                                                                    | - Phát hành: 8 tháng 12 năm 2003 - Hãng đĩa: SM - Định dạng: CD, tải nhạc, phát trực tuyến           | [ A ] | 10    | —  | [ B ] | - KOR: 35,392             | [ C ]               |
| 04 Summer Vacation In SMTown.com                                                                      | - Phát hành: 2 tháng 7 năm 2004 - Hãng đĩa: SM - Định dạng: CD, tải nhạc, phát trực tuyến            | [ A ] | 8     | —  | [ B ] | - KOR: 41,118             | [ C ]               |
| 2006 Summer SM Town                                                                                   | - Phát hành: 20 tháng 6 năm 2006 - Hãng đĩa: SM - Định dạng: CD, tải nhạc, phát trực tuyến           | [ A ] | 4     | —  | [ B ] | - KOR: 40,829             | [ C ]               |
| 06 Winter SM Town                                                                                     | - Phát hành: 12 tháng 12 năm 2006 - Hãng đĩa: SM - Định dạng: CD, tải nhạc, phát trực tuyến          | [ A ] | 1     | —  | [ B ] | - KOR: 35,214             | [ C ]               |
| 2007 Summer SM Town                                                                                   | - Phát hành: 5 tháng 7 năm 2007 - Hãng đĩa: SM - Định dạng: CD, tải nhạc, phát trực tuyến            | [ A ] | 2     | —  | [ B ] | - KOR: 35,543             | [ C ]               |
| 07 Winter SM Town                                                                                     | - Phát hành: 10 tháng 12 năm 2007 - Hãng đĩa: SM, IPLE - Định dạng: CD, tải nhạc, phát trực tuyến    | [ A ] | 4     | —  | [ B ] | - KOR: 22,856             | [ C ]               |
| 2011 SM Town Winter 'The Warmest Gift'                                                                | - Phát hành: 13 tháng 12 năm 2011 - Hãng đĩa: SM, KMP - Định dạng: CD, tải nhạc, phát trực tuyến     | 1     | [ D ] | 36 | [ B ] | - KOR: 45,581             | [ C ]               |
| 2021 Winter SM Town: SMCU Express                                                                     | - Phát hành: 27 tháng 12 năm 2021 - Hãng đĩa: SM, Dreamus - Định dạng: CD, tải nhạc, phát trực tuyến | 2     | [ D ] | 14 | 30    | - KOR: 628,781            | - KMCA: 2× Bạch kim |
| 2022 Winter SM Town: SMCU Palace                                                                      | - Phát hành: 26 tháng 12 năm 2022 - Hãng đĩa: SM, Dreamus - Định dạng: CD, tải nhạc, phát trực tuyến | 4     | [ D ] | 25 | 46    | - KOR: 544,219            | - KMCA: Bạch kim    |
| 2025 SM Town: The Culture, The Future                                                                 | - Phát hành: 14 tháng 2 năm 2025 - Hãng đĩa: SM, Kakao - Định dạng: CD, tải nhạc, phát trực tuyến    | 4     | [ D ] | 42 | —     | - KOR: 152,969 - JPN: 750 |                     |
| "—" biểu thị cho bản phát hành không ra mắt trên bảng xếp hạng hoặc không được phát hành ở khu vực đó | |       |       |    |       |                           |                     |

### Đĩa đơn
| Năm  | Tên                               | Album                          | Chú thích         |
| ---- | --------------------------------- | ------------------------------ | ----------------- |
| 2012 | "Dear My Family (phiên bản 2012)" | I AM. Original Film Soundtrack | Bài hát cho I AM. |

## Buổi hòa nhạc

### Tour
- SMTOWN Live '08 (2008–2009)[28]
- SMTOWN Live '09 (2009; bị hủy bỏ)[29]
- SM Town Live '10 World Tour (2010–2011)[30]
- SM Town Live World Tour III (2012–2013)[31]
- SM Town Live World Tour IV (2014–2015)[32]
- SM Town Live Tour V in Japan (2016)
- SM Town Live World Tour VI (2017–2018)

### Lễ hội âm nhạc
- SM Smile Concert China (2002)
- SM Smile Concert (2003)
- SM Summer Town Festival (15–17 tháng 7, 2006)[33]
- SMTOWN Summer Concert (30 tháng 6 và 1 tháng 7 năm 2007 – Nhà thi đấu Thể dục dụng cụ Olympic)[34]
- SM Town Week (2013)[35]
- SMile Music Festival (2015)

### Khác
- SMTOWN Special Stage in Hong Kong (2017)
- SMTOWN Live 2018 In Osaka

## Điện ảnh
- I AM.: SM Town Live World Tour in Madison Square Garden (10 tháng 5 năm 2012)[36] - theme song: "Dear My Family"[37]
- SMTOWN Live in Tokyo Special Edition in 3D (11 tháng 10 năm 2012)[38][39]

## SuperStar SMTOWN
Tháng 8 năm 2014, SM Entertainment đã phát hành game nhịp điệu dành cho Android và IOS được gọi là SuperStar SMTOWN, có các bài hát của các nghệ sĩ SM Town.